# Mesida humilis
Mesida humilis är en spindelart som beskrevs av Kulczynski 1911. Mesida humilis ingår i släktet Mesida och familjen käkspindlar. Inga underarter finns listade i Catalogue of Life.